# Данієль Отей
Данієль Отей (фр. Daniel Auteuil; нар. 24 січня 1950 року, Алжир) — французький актор, кіно- та театральний режисер.

## Життєпис

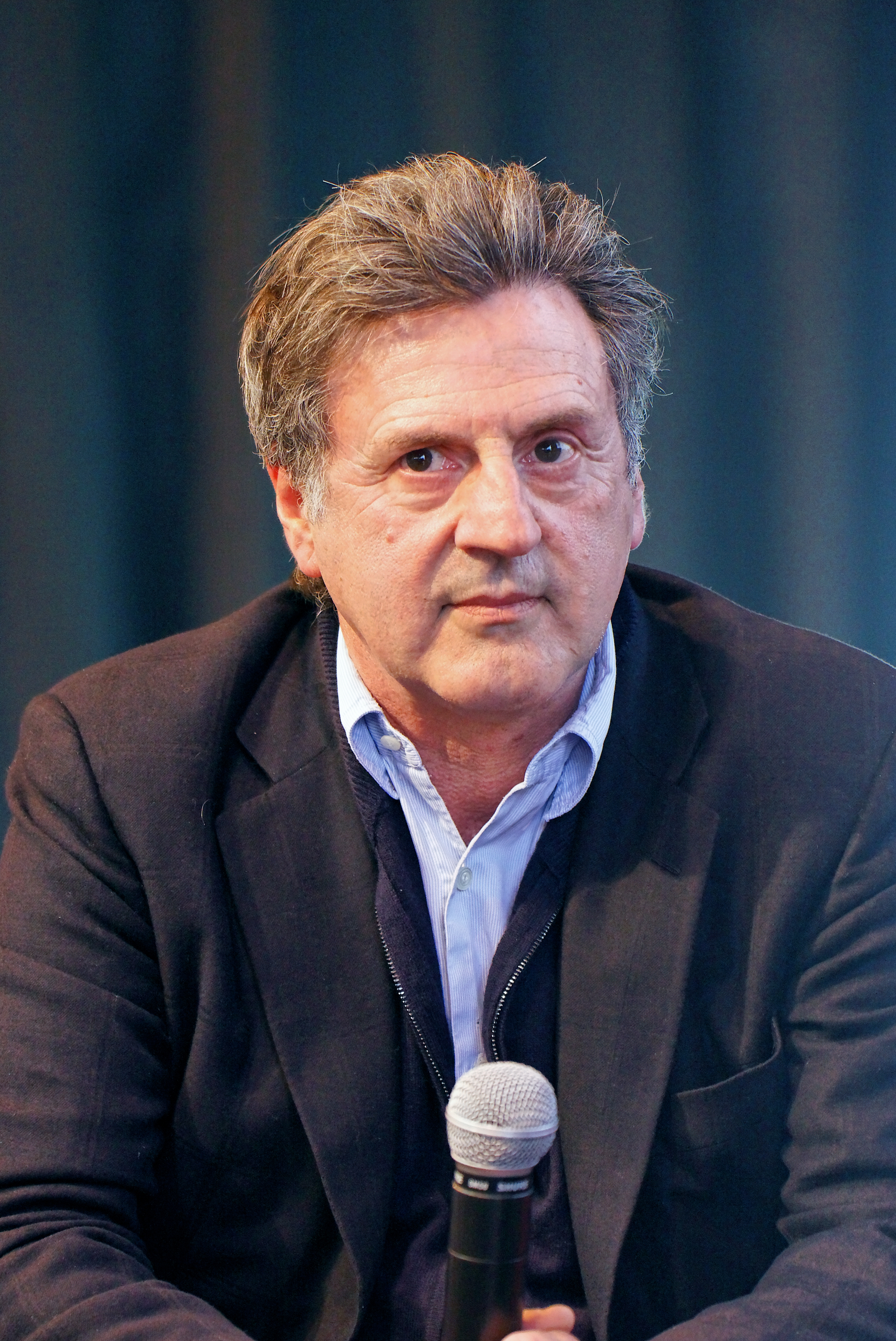
Данієль Отей під час презентації фільму «Донька землекопа», Міжнародна книжкова виставка в Парижі (2011)

Народився 24 січня 1950 року в Алжирі (тоді Французький Алжир). Його батьки, також актори, виступали в столиці, де вони проживали до того часу, коли акторові виповнилося 6 місяців. Він росте в Авіньйоні, де його батьки, Анрі та Івонн, виступають як ліричні співаки в операх та оперетах. Часті відвідини театрів, де виступають батьки, гастролі (зокрема з Паризькою оперою) підштовхують його до вибору професії артиста. У віці чотирьох років він уже на сцені — виступає в ролі сина Мадам Батерфляй. З семи років живе в Нансі, місті, з якого він має багато спогадів.
У 16 років Данієль дебютує в постановці керівника театральної трупи Андре Бенедетто в Авіньйоні. Його перша роль — у п'єсі Чехова (Пропозиція). Щоб зробити приємне батькам, Данієль починає вивчати геометрію, а у суботу, щоб заробити кишенькових грошей, працює в гардеробі нічного клубу. В 1969 році Данієль їде в Париж зі своїм другом Рожером Мірмонтом. Там він записується на курси драматичного мистецтва в приватній школі Cours Florent. Незважаючи на численні спроби, його так і не приймуть до Вищої національної консерваторії драматичного мистецтва.
У 1970 році Данієль дебютує в Національному народному театрі (у виставі Early Morning), а потім грає в 1972 та 1973 роках в американському мюзиклі Godspell поруч з Арман Альтай, Дейвом і Мішелем Еліасом. Театральний партнер Едвіж Фейєр (Божевільна із Шайо/La folle de Chaillot) і Марії Паком (Навчи мене, Селін/Apprends-moi, Céline), він тріумфує на сцені поруч із Франсуа Пер'є і отримує премію імені Жерара Філіпа (1979) як найкращий молодий актор року.
У 1974 році Данієль дебютує на телебаченні під керівництвом Марселя Джуліана в серіалі «Les Fargeots». У 1977 році він втілює образ інспектора Камаре у серіалі з 6 епізодів Побачення начорно (за романом Вільяма Айріша).
У 1975 році Жерар Піре пропонує йому першу роль в кіно у фільмі Агресія поруч із Катрін Денев і Жан-Луї Трентіньяном.
Однак славу і статус великого комедійного актора Отей здобуває після втілення образу лінивого і нестаранного ліцеїста та гульвіси у фільмі Телепні (1980). Фільм має продовження — Телепні на канікулах.
У 1981 році в Отея та актриси Анни Жусе народжується донька Орор.
У 1985 році він випускає диск «Нехай життя мені пробачить» (фр. Que la vie me pardonne).
У 1986 році він грає у серйозних фільмах поруч з Івом Монтанем, Жераром Депардьє та Еммануель Беар — це роль Юголена в дилогії Жан де Флоретт та Манон з джерела в постановці Клода Беррі за твором Марселя Паньоля. Тут він відкрив свій талант драматичного виконавця, що допомогло йому здобути нагороду як найкращому акторові на 12-й церемонії вручення Сезарів. У цей час він одружується з Еммануель Беар і проводить з нею 11 років свого життя. У 1992 році в них народжується донька Неллі.
У 90-х роках Данієль Отей виконує серйозні ролі у фільмах таких режисерів, як Клод Соте («Зимове серце»), Андре Тешіне («Моя улюблена пора року»), Режі Варньє («Француженка»), Крістіан Вінсент («Розлучення»), Жако Ван Дормаель («Восьмий день»). За останній фільм він (разом з Паскалем Дюкеном) отримує премію як найкращий актор на Каннському кінофестивалі.
У 2000 році він отримує ще одного Сезара за роль Ґабора, метальника ножів, закоханого в таємничу та нещасливу дівчину, яку зіграла Ванесса Параді, у фільмі Патріса Леконта Дівчина на мосту.
До початку 2000-х років Отей живе з актрисою Маріанн Денікур, доки не зустрічає в 2003 році корсиканську художницю і скульптора Од Амброжі, родом з Боніфачьо. Пара зазвичай проводить там частину року. Актор одружується з нею у віці 56 років в суботу, 22 липня 2006 року в Порто-Веккіо в Південній Корсиці. Свідками на весіллі стають співак Дейв та їхні друзі Максим Ле Форестьє, Крістіан Клав'є і Елі Семун.
У 2000-х роках кар'єра Отея відзначена як похмурими ролями («Суперник» Ніколь Гарсіа, «Набережна Орфевр, 36» Олів'є Маршаля, «Приховане» Міхаеля Ганеке), так і комедійними («Шафа» Франсіса Вебера, «Після вас» П'єра Сальвадорі, «Людина в двох особах» Ніколя&Бруно).
Данієль Отей визнаний одним з найкращих акторів французького кіно. 26 вересня 2009 року у нього народився син Заш, третя дитина актора і перша для Од Амброжі.
На початку 2010 року він подається в режисуру зі своїм першим повнометражним фільмом, «Донька землекопа», із Сабіною Азема, Кадом Мерадом, Жаном-П'єром Даруссеном і Ніколя Дювошелем у ролях.
У 2013 році Отей був обраний членом журі основного конкурсу на Каннському кінофестивалі 2013 року.

## Фільмографія

### Акторська
- 1974 — Агресія (фр. L'Agression) — наречений Наташі
- 1975 — Увага, очі! (фр. Attention les yeux!) — Алекс
- 1977 — Ніч в Сен-Жермен-де-Пре (фр. La Nuit de Saint-Germain-des-Prés) — Ремі
- 1977 — Пан тато (фр. Monsieur Papa) — Деде
- 1977 — Осквернена любов (фр. L'Amour violé) — Данієль
- 1978 — Героям не холодно в вуха (фр. Les héros n'ont pas froid aux oreilles) — Жан-Бернар Морель
- 1979 — За нас двох (фр. À nous deux) — хуліган
- 1979 — Дурний, але дисциплінований (фр. Bête mais discipliné) — Ален
- 1979 — Телепні (фр. Les Sous-doués) — Бебель
- 1980 — Банкірша (фр. La Banquière) — Дюкло
- 1980 — Клара і симпатяги (фр. Clara et les chics types) — Мікі
- 1981 — Чоловіки надають перевагу повненьким (фр. Les Hommes préfèrent les grosses) — Жан-Ів
- 1981 — Телепні на канікулах (фр. Les Sous-doués en vacances) — Бебель
- 1981 — Ти заважаєш усім спати (фр. T'empêches tout le monde de dormir) — Ів
- 1982 — Мільйон — не гроші (фр. Pour 100 briques t'as plus rien…) — Сем
- 1982 — Нехай ті, у кого висока зарплата, піднімуть руку! (фр. Que les gros salaires lèvent le doigt!) — Жан-Батист Люме
- 1982 — Індикатор (фр. L'Indic) — Бертран
- 1983 — Маленький дурень (фр. P'tit con) — Жано
- 1983 — Хижаки (фр. Les Fauves) — Крістофер «Берг» Берхем
- 1984 — Арбалет (фр. L'Arbalète) — інспектор Вінсент
- 1984 — Палац (фр. Palace) — Люсьєн Морланд
- 1984 — Таємна любов (фр. L'Amour en douce) — Марк Дельмас
- 1986 — Жан де Флоретт (фр. Jean de Florette) — Юголен
- 1986 — Манон з джерела (фр. Manon des sources) — Юголен
- 1986 — Бовдур (фр. Le Paltoquet) — журналіст
- 1987 — Декілька днів зі мною (фр. Quelques jours avec moi) — Марсьяль Паск'є
- 1988 — Ромуальд і Джульєтта (фр. Romuald et Juliette) — Ромуальд Блінде
- 1990 — Ласенер (фр. Lacenaire) — П'єр-Франсуа Ласенер
- 1991 — Моє життя — пекло (фр. Ma vie est un enfer) — Абарґадон
- 1991 — Зимове серце (фр. Un cœur en hiver) — Стефан
- 1992 — Улюблена пора року (фр. Ma saison préférée) — Антуан
- 1993 — Королева Марго (фр. La Reine Margot) — Генріх Наваррський
- 1994 — Розлучення (фр. La Séparation) — П'єр
- 1995 — Француженка (фр. Une femme française) — Луї
- 1995 — Сто і одна ніч Сімона Сінема (фр. Les Cent et Une Nuits de Simon Cinéma) — поява на фестивалі в Каннах
- 1995 — Злодії (фр. Les Voleurs) — Алекс
- 1995 — Вияв несвідомого (фр. Passage à l'acte) — Антуан Рів'єр
- 1996 — Восьмий день (фр. Le Huitième Jour) — Гаррі
- 1996 — Люсі Обрак (фр. Lucie Aubrac) — Реймонд
- 1996 — Перейра стверджує (фр. Pereira prétend) — доктор Кардозо
- 1997 — Горбань (фр. Le Bossu) — Лаґардер/горбань
- 1998 — Складне становище (фр. Mauvaise Passe) — П'єр
- 1998 — Дівчина на мосту (фр. La Fille sur le pont) — Ґабор
- 1999 — Блудний син (фр. The Lost Son) — Ксав'є Ломбард
- 1999 — Вдова з Сен-П'єра (фр. La Veuve de Saint-Pierre) — Жан
- 1999 — Шафа (фр. Le Placard) — Франсуа Піньйон
- 2000 — Сад (фр. Sade) — маркіз де Сад
- 2001 — Людська глупота (фр. La Folie des hommes) — Альберіко Б'ядене
- 2001 — Хамелеон (фр. Le Placard)
- 2002 — Суперник (фр. L'Adversaire) — Жан-Марк Фор
- 2003 — Дрібні рани (фр. Petites coupures) — Бруно
- 2003 — Зустріч з драконом (фр. Rencontre avec le dragon) — Гійом де Монтобан, так званий Червоний Дракон
- 2003 — Після вас (фр. Après vous) — Антуан Лету
- 2004 — Наші друзі копи (фр. Nos amis les flics) — Туссан
- 2004 — Набережна Орфевр, 36 (фр. 36 quai des orfèvres) — Лео Врінкс
- 2004 — Ціна бажання (фр. Le Prix du désir) — Данієль
- 2005 — Один залишається, другий іде (фр. L'Un reste, l'autre part) — Данієль
- 2005 — Приховане (фр. Caché) — Жорж Лоран
- 2005 — Малювати чи кохатися (фр. Peindre ou faire l'amour) — Вільям Лассер
- 2006 — Дублер (фр. La doublure) — П'єр Левассер
- 2006 — Сердечна згода (фр. L'Entente Cordiale) — Жан-П'єр Муандро
- 2006 — Мій найкращий друг (фр. Mon meilleur ami) — Франсуа Кост
- 2006 — Н (я і Наполеон) (фр. Napoléon (et moi)) — Наполеон Бонапарт
- 2007 — Гість (фр. L'invité) — Жерар
- 2007 — Розмови з моїм садівником (фр. Dialogue avec mon jardinier) — художник на прізвисько Дюпенсо
- 2007 — Друге дихання (фр. Le Deuxième Souffle) — Ґюстав «Ґю» Мінда
- 2008 — MR-73 (фр. MR-73) — Шнайдер
- 2008 — П'ятнадцять з половиною років (фр. 15 ans et demi) — Філіп Ле Талек
- 2008 — Нас двоє (фр. La Personne aux deux personnes) — Жан-Крістіан Раню
- 2009 — Я її любив (фр. Je l'aimais) — П'єр
- 2010 — Послуга за послугу (фр. Donnant, donnant) — Констан
- 2011 — Донька землекопа (фр. La Fille du puisatier) — Паскаль Аморетті
- 2011 — Випити море (фр. La mer à boire) — Жорж П'єре
- 2012 — Вартовий (фр. Le Guetteur)
- 2012 — Жаппелю (фр. Jappeloup)
- 2013 — Маріус (фр. Marius) — Сезар Олів'є
- 2013 — Фанні (фр. Fanny) — Сезар Олів'є
- 2017 — Блискучий (фр. Le Brio) — П'єр Мазард
- 2019 — Кафе бажань
- 2022 — Прощайте, месье Гаффманн (фр. Adieu monsieur Haffmann) — Жозеф Гаффман, єврейський ювелір

### Режисерська
- 2011 — Донька землекопа (фр. La Fille du puisatier)
- 2013 — Маріус (фр. Marius)
- 2013 — Фанні (фр. Fanny)